# Else Hammerich
Pour les articles homonymes, voir Hammerich.
Else Hammerich, née le 7 septembre 1936 à Frederiksberg et morte le 20 mars 2021, est une personnalité politique danoise. Elle est membre du Parlement européen de 1979 à 1989.

## Biographie
Née à Frederiksberg, elle est la septième de huit enfants. La famille participe au mouvement de résistance pendant la Seconde Guerre mondiale; l'un de ses frères est tué par la Gestapo. Elle fréquente l'école principalement à Gentofte, mais passe un an dans une école catholique à Tokyo pendant que ses parents sont à l'étranger pour apporter une aide humanitaire pendant la guerre de Corée.
Hammerich devient professeure d'éducation spécialisée après avoir obtenu son diplôme. Au début de sa carrière d'enseignante, elle s'engage également dans la politique et participe à la campagne de protestation contre les armes nucléaires. Elle se marie en 1958 et a trois enfants avant de divorcer dix ans plus tard. Après la fin de son mariage, elle  poursuit sa formation d'enseignante et obtient son diplôme de la Danmarks Lærerhøjskole (École d'éducation du Danemark). En 1971, elle rejoint le Blaagaard Seminarium, où elle est membre du corps enseignant jusqu'en 1978. Elle rejoint également le Mouvement populaire contre l'Union européenne dès sa création en 1972, mais reste politiquement indépendante vis-à-vis des partis danois; elle estime que l'Union européenne est en contradiction avec le mouvement antinucléaire qu'elle soutient.
En 1979, Hammerich se présente au Parlement européen et obtient un siège avec 78 164 voix. Elle s'aligne sur le Groupe technique des indépendants et en devient la présidente vers la fin du mandat de cinq ans. Elle se présente à nouveau aux élections en 1984, et termine première avec 156 145 voix. Elle est ensuite présidente du groupe arc-en-ciel au Parlement. Elle est également membre de la commission des affaires politiques, et s'est concentrée sur la résistance des femmes chiliennes. Elle se retire de la politique après la fin de son mandat en 1989, trouvant les partis trop polarisés, et fonde ensuite le Centre pour la résolution des conflits en 1994.